# آرسن آلاخوردیف
آرسن آلاخوردیف (روسی: Арсен Шахламазович Алахвердиев؛ زادهٔ ۲۴ ژانویه ۱۹۴۹) کشتی‌گیر اهل اتحاد جماهیر شوروی سوسیالیستی بود.
وی در مسابقات کشوری و بین‌المللی در مجموع برندهٔ ۴ مدال طلا، ۳ مدال نقره شده‌است.